# Firmin Debusseré
Firmin Debusseré (Sint-Eloois-Winkel, 13 december 1935 - aldaar, 18 juni 2016) was een Belgisch senator.

## Levensloop
Hij was de zoon van landbouwer Camille Debusseré en Palmyre Bostoen en was de oudste van negen kinderen. Hij huwde met Maria Spillebeen. Nadat hij de Grieks-Latijnse humaniora volgde aan het Sint-Jozefscollege van Izegem, studeerde hij voor ingenieur scheikunde aan de Sint-Lievens Hogeschool van Gent. Beroepshalve werd hij bedrijfsleider. Ook was hij vanaf 1992 voorzitter van het Vlaams Verbond voor Gepensioneerden.
Als lid van de Katholieke Studentenactie kwam hij in contact met de Vlaamse Beweging. In 1964 werd hij voor de oppositielijst Vrijheid & Democratie, die later opging in de Volksunie, verkozen tot gemeenteraadslid van Sint-Eloois-Winkel, nadat de CVP weigerde om hem op de lijst te plaatsen. Dit mandaat oefende hij uit tot in 1976, toen Sint-Eloois-Winkel fuseerde met Ledegem, waar hij van 1976 tot 1994 ook gemeenteraadslid was. Tevens was hij er van 1977 tot 1988 burgemeester.
Van 1981 tot 1985 zetelde hij voor de Volksunie eveneens in de Belgische Senaat als rechtstreeks verkozen senator voor het arrondissement Roeselare-Tielt. In de periode december 1981-oktober 1985 had hij als gevolg van het toen bestaande dubbelmandaat ook zitting in de Vlaamse Raad. De Vlaamse Raad was vanaf 21 oktober 1980 de opvolger van de Cultuurraad voor de Nederlandse Cultuurgemeenschap, die op 7 december 1971 werd geïnstalleerd, en was de voorloper van het huidige Vlaams Parlement. Hij maakte er deel uit van de commissies voor Ruimtelijke Ordening, Landinrichting en Natuurbehoud en voor Economisch, Tewerkstellings- en Energiebeleid.
Zijn kleinzoon Emiel zette in 2018 zijn eerste stappen in de politiek en werd meteen verkozen tot gemeenteraadslid te Ledegem. Op 1 januari 2023 werd hij schepen in Ledegem.